# Amt Gudensberg
Das Amt Gudensberg der Landgrafschaft Hessen verwaltete die landgrafschaftlichen Besitzungen und die landgräfliche Gerichte, die in der Umgebung der Stadt Gudensberg in Nordhessen lagen.

## Geschichte
Das Amt bildete sich mit Burg (Obernburg) und Stadt in der 2. Hälfte des 13. Jahrhunderts heraus. Konrad von Elben scheint dabei schon zu Zeiten der Landgräfin Sophie Amtsfunktionen ausgeübt zu haben. Gudensberg übernahm dann gegen Ende des 13. Jahrhunderts auch die Gerichtsfunktion von Maden (siehe Mader Heide); das Gudensberger Stadtgericht wurde 1272 als Appellationsinstanz über das Gericht Maden angerufen. Der seit 1236 nachweisbare Schultheiß von Gudensberg amtierte dabei ab dem 14. Jahrhundert als Vertreter des Amtmanns im Hochgericht (Landgericht). Ab 1575 besaß das landgräfliche Amt die niedere und peinliche Gerichtsbarkeit; ausgenommen war die Stadt Gudensberg selbst, deren Bürgerschaft schon seit der Ernennung zur Stadt vor 1254 im Stadtgericht selbst die niedere Gerichtsbarkeit ausüben konnte.
Von 1807 bis 1813 war Gudensberg innerhalb des Königreichs Westphalen Verwaltungssitz des Kantons Gudensberg.
Das Amt Gudensberg wurde 1821 mit dem Amt Fritzlar und dem Amt Jesberg und Teilen der Ämter Homberg und Borken zum Kreis Fritzlar zusammengeschlossen.

## Zugehörige Orte
Die Tabelle zeigt die von 1403 an zum Amt Gudensberg gehörenden Ortschaften, Weiler, Mühlen, Burgen und Schlösser sowie das Wachstum des Verwaltungsgebietes und auch das Herausfallen einzelner Orte (z. B. durch wüst werden).
| 1403 | 1428 | 1497 | 1537 | 1575 | 1742 |
| --- | --- | --- | --- | --- | --- |
| 1. Gudensberg 2. Bonigel 3. Dorla 4. Geismar 5. Gleichen 6. Haddamar 7. Hain 8. Kirchberg 9. Langen-Venne 10. Lohne 11. Maden 12. Metze 13. Mittel-Venne 14. Nieder-Vorschütz 15. Oberndorf 16. Ober-Vorschütz 17. Ritter-Venne 18. Stockhausen 19. Wehren 20. Werkel | 1. Gudensberg 2. Balhorn 3. Besse 4. Dissen 5. Geismar 6. Grifte 7. Haddamar 8. Haldorf 9. Lohne 10. Metze 11. Riede 12. Stockhausen 13. Wehren 14. Werkel 15. Züschen | 1. Gudensberg 2. Balhorn 3. Besse 4. Dissen 5. Ermetheis 6. Geismar 7. Grifte 8. Haddamar 9. Haldorf 10. Lohne 11. Metze 12. Niedenstein 13. Ober-Möllrich 14. Riede 15. Sand 16. Stockhausen 17. Wehren 18. Werkel 19. Wichdorf 20. Züschen | 1. Gudensberg 2. Balhorn 3. Besse 4. Dissen 5. Elben 6. Elberberg 7. Ermetheis 8. Geismar 9. Grifte 10. Haddamar 11. Haldorf 12. Lohne 13. Metze 14. Niedenstein 15. Ober-Möllrich 16. Riede 17. Sand 18. Stockhausen 19. Wehren 20. Werkel 21. Wichdorf 22. Züschen | 1. Gudensberg 2. Balhorn 3. Besse 4. Cappel 5. Dissen 6. Dorla 7. Elben 8. Elberberg 9. Ermetheis 10. Fehrenberg 11. Geismar 12. Gleichen 13. Grifte 14. Haddamar 15. Haldorf 16. Heimarshausen 17. Heydstadt 18. Holzhausen 19. Kirchberg 20. Lohne 21. Maden 22. Metze 23. Niedenstein 24. Ober-Möllrich 25. Ober-Vorschütz 26. Riede 27. Sand 28. Stockhausen 29. Wehren 30. Werkel 31. Wichdorf 32. Züschen | 1. Gudensberg 2. Balhorn 3. Berninghausen 4. Besse 5. Cappel 6. Dissen 7. Dorla 8. Elben 9. Elberberg 10. Ermetheis 11. Fehrenberg 12. Geismar 13. Gleichen 14. Grifte 15. Haddamar 16. Haldorf 17. Heimarshausen 18. Heydstadt 19. Hillemühle 20. Holzhausen 21. Merxhausen 22. Kirchberg 23. Lohne 24. Maden 25. Metze 26. Niedenstein 27. Ober-Möllrich 28. Ober-Vorschütz 29. Offenhausen 30. Riede 31. Sand 32. Stockhausen 33. Wehren 34. Werkel 35. Wichdorf 36. Züschen |